# Geierperlhuhn
Das Geierperlhuhn (Acryllium vulturinum) ist ein bodenbewohnender Vogel aus der Familie der Perlhühner. Es verdankt seinen Namen der geierähnlichen Kopfform.

## Beschreibung
Die Befiederung der Brust ist kobaltblau, das Gefieder des übrigen Körpers schwarz mit feinen weißen Linien und Tupfen. Das Tier wird etwa 61 bis 71 Zentimeter groß und wiegt rund 500 Gramm. Die Geschlechter sind äußerlich kaum zu unterscheiden.

## Verbreitung und Lebensweise
Die Art lebt in Steppen und offenen Ebenen Ostafrikas in den Staaten Äthiopien, Somalia, Uganda, Tansania und Kenia.
Die Art ist in der Roten Liste der IUCN als „nicht gefährdet“ (least concern) gelistet. Der Vogel ernährt sich von Blüten, Samen, Heuschrecken, Schnecken und Insekten. Die in der Nahrung vorkommende Feuchtigkeit ist für die Tiere meist ausreichend, um den Flüssigkeitsbedarf zu decken. Das Gelege umfasst zwischen 4 und 15 cremefarbene Eier. Das Weibchen bebrütet das Gelege etwa 24 bis 28 Tage.

## Forschung

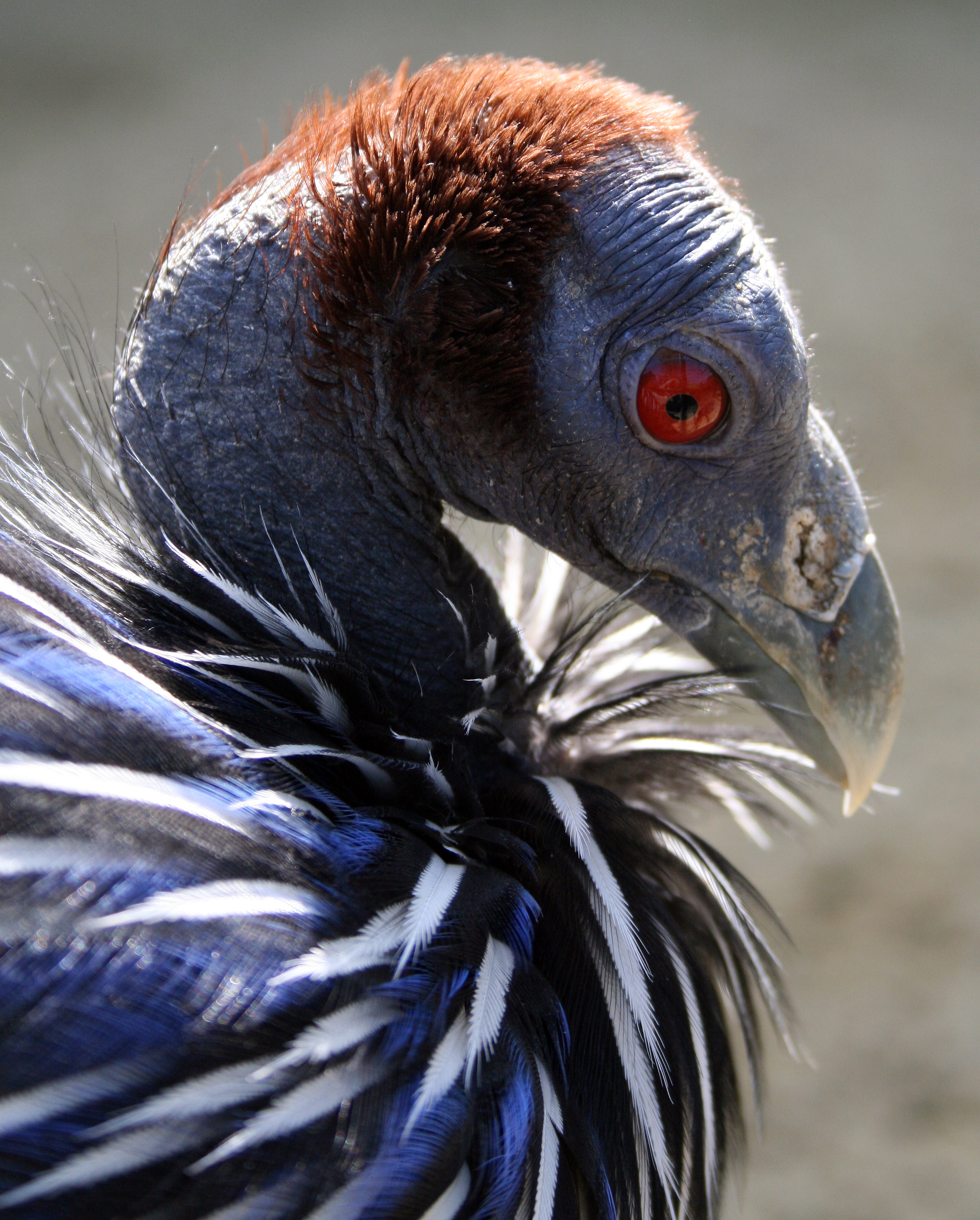
Geierperlhuhn

Geierperlhühner bilden trotz ihres eher kleinen Gehirns eine für Vögel äußerst komplexe Sozialstruktur mit mehreren Ebenen.
In einer mehrjährigen Studie konnte nachgewiesen werden, dass sich von der Gruppe absondernde Brutpaare nach Beendigung der Brutperiode wieder derselben Gruppe anschließen. Es gibt wiederkehrende Interaktionen zwischen den verschiedenen Gruppen zu bestimmten Jahreszeiten. Diese Art von Sozialverhalten wurde bisher ausschließlich Säugetieren mit größeren Gehirnen zugestanden. Die Studie kommt u. a. zu dem Ergebnis, dass dieses mehrstufige Gruppenverhalten nicht von der Größe des Gehirns abhängig ist, sondern durch ökologische Gegebenheiten bedingt wird. Diese Art Sozialverhaltens scheint in der Tierwelt weiter verbreitet zu sein als bisher angenommen.